# Moritz von Oppenfeld
Moritz von Oppenfeld (* 3. Mai 1858 in Reinfeld, Kreis Belgard; † Dezember 1941 ebenda) war ein deutscher Verwaltungsbeamter, Rittergutsbesitzer und Parlamentarier.

## Leben
Moritz von Oppenfeld studierte an der Ruprecht-Karls-Universität Heidelberg und der Universität Leipzig Rechtswissenschaften. 1877 wurde er Mitglied des Corps Saxo-Borussia Heidelberg. Nach dem Studium trat er in den preußischen Staatsdienst ein und wurde Regierungsassessor in Stettin. Später wurde er Bürgermeister von Cammin. 1889 schied er auf eigenen Wunsch aus dem Staatsdienst aus. Er wurde Fideikommissherr des Rittergutes Reinfeld und Besitzer des Rittergutes Nadrensee mit 888 Hektar.
Von 1894 bis 1898 saß Oppenfeld als Abgeordneter des Wahlkreises Köslin 5 (Neustettin, Belgard) im Preußischen Abgeordnetenhaus. Er gehörte der Fraktion der Konservativen Partei an. Im Jahre 1901 wurde er auf Präsentation des alten und des befestigten Grundbesitzes im Landschaftsbezirk Herzogtum Kassuben Mitglied des Preußischen Herrenhauses auf Lebenszeit. Außerdem war er Mitglied des Provinziallandtags der Provinz Pommern.
Oppenfeld war Rittmeister der Reserve. Als Fachmann für Landwirtschafts- und Ernährungsfragen ernannte ihn die Universität Greifswald zum Ehrensenator. Wegen seiner jüdischen Abstammung entzogen ihm die Nationalsozialisten diesen Ehrentitel. Am 19. Oktober 2000 wurde ihm posthum der Titel zurückgegeben.